# بخش کیش
بخش کیش، یکی از بخش‌های شهرستان بندر لنگه در استان هرمزگان ایران است. مرکز این بخش، شهر کیش است.

## تقسیمات کشوری
- بخش کیش
  - دهستان لاوان
  - دهستان کیش

شهر: کیش

## جمعیت
بر پایه سرشماری عمومی نفوس و مسکن در سال ۱۳۹۵، جمعیت بخش کیش برابر با ۴۱٬۲۵۸ نفر بوده است.